# ویژوال استودیو ۲۰۰۸
اکنون نسخه ویژوال استودیو ۲۰۰۸ مدتی است که ارائه شده‌است.
Visual Studio ۲۰۰۸ که code-named آن Orcas می‌باشد، جانشین مناسبی برای Visual Studio ۲۰۰۵ است که بالاخره مایکروسافت پس از ۳ سال از عرضه نسخه ۲۰۰۵، آن را در ۲۷ فوریه ۲۰۰۸ ارائه شود.
بیشتر توجه Visual Studio ۲۰۰۸، تولید و توسعه برنامه‌های تحت ویندوز ویستا، سیستم‌های آفیس ۲۰۰۷ و برنامه‌های تحت وب است. 
بنا به گفته مایکروسافت به‌طور کلی ویژوال استودیو ۲۰۰۸ دارای سه ویژگی برجسته اصلی است:
Rapid Application Development: برای کمک به توسعه دهندگان برای ساخت نرم‌افزارهای مدرن با سرعت بالا، Visual Studio ۲۰۰۸ زبان‌ها و ابزارهای کار با داده را بهبود و ارتقاء داد. (مثال : LINQ که بررسی خواهد شد.)
همچنین امکان انتخاب چندین نسخه متفاوت از.NET Framework را در محیط Visual Studio ۲۰۰۸ فراهم آورده تا در یک محیط بتوان از تعداد زیادی از پروژه‌ها (قدیمی و جدید) پشتیبانی نموده و با آن‌ها کار کرد.
Effective Team Collaboration : 
Visual Studio ۲۰۰۸ بگونه‌ای توسعه و بهبود یافته که به صورت کامل همکاری در تیم‌های توسعه را بهبود میبخشد. به‌طوری‌که شامل ابزارهایی برای کمک به اجتماع حرفه‌ای‌های database و طراحان graphic در یک پروژه می‌باشد.
Break Through User Experience : 
Visual Studio ۲۰۰۸ به توسعه دهندگان(طراحان) نرم‌افزار، ابزارهای جدیدی که سرعت ساخت برنامه‌های مرتبط به پلت فرم‌های جدید مانند : WEB، Windows Vista، Office ۲۰۰۷، SQL Server ۲۰۰۸ و Windows Server ۲۰۰۸ را می‌دهد را ارئه نموده‌است. 
بعنوان مثال برای WEB، ASP.NET AJAX را ارائه نموده‌است.
در Visual Studio ۲۰۰۸ نسخه.NET Framework به نسخه ۳ و.NET Framework ۳٫۵ ارتقاء یافته‌است..NET Framework ۳٫۵ تغییراتی را بر روی.NET Framework ۳ ایجاد نمود که می‌توان به افزایش base class library (کتابخانه‌های پایه در دات نت) و ارتقاء امکاناتی از فبیل : WF، WCF، WPF و Windows CardSpace را نام برد.
چند سالیست که مایکروسافت بر روی چند تکنولوژی جدید از جمله WCF، WF، WPF و LINQ و... کار می‌کند که این اواخر توضیحات و تبلیغات بر روی این تکنولوژی‌ها را به اوج رسانده‌است.
این محصولات در قالب NET Framework ۳٫۰. و ۳٫۵ NET Framework. ارائه می‌شوند.
در این نسخه از ویژوال استودیو، زبان LINQ به نسخه‌ِ جدید زبان‌های C# و Visual Basic اضافه شده‌است.
تکنولوژی LINQ به کمک آندسته از برنامه نویسانی که سر و کار زیادی با کار کردن با داده‌های جدول گونه دارند، آمده‌است. از این پس برنامه نویسان می‌توانند به کمک LINQ آنگونه که به نوشتن Query code‌ها در محیط‌های SQL و غیره می‌پرداختند، در سورس کد برنامه خود و تحت NET. به راحتی از مزایای آن استفاده کنند.
زبان LINQ دارای ساختاری شبیه به زبان SQL می‌باشد. LINQ به ما اجازه می‌دهد که با زبان‌های VBو #C کوئری‌های خود را بنویسیم. 
LINQ در VS ۲۰۰۸ به‌طور کامل توسط IntelliSense پشتیبانی می‌شود.
ویژوال استودیو ۲۰۰۸ به برنامه‌نویسان امکان می‌دهد تا با استفاده از ابزارهای بسیار پیشرفته برنامه‌نویسی راحت‌تر از قبل برنامه‌هایی با کارایی بالا تهیه کنند.
WPF از دیگر قابلیت‌های Visual Studio ۲۰۰۸ که به برنامه نویسان امکان ساخت و تجربه برنامه‌نویسی application‌ها را بر پایه ساختار Windows Vista را می‌دهد.
بعبارت دیگر می‌توان برنامه‌هایی با توجه به قابلیت‌های ویندوز ویستا تهیه و از امکانات WPF به‌طور کامل استفاده کرد. 
بطور خلاصه می‌توان گفت که گرافیک دو بعدی و حتی سه بعدی را می‌توان به برنامه‌های ویندوزی وارد نمود که این کار با توجه به استفاده صحیح WPF از کارت گرافیکی هیچ باری بر روی CPU تحمیل نمی‌کند. بعبارتی برنامه‌های ویندوزی با کمک WPF شبیه به برنامه‌های WEB می‌شوند.
در ویندوز ویستا اکثر فرم‌ها (مثل فرم‌های Control Panel) شبیه صفحات وب هستند. یعنی منوها (که از اصول مسلم پنجره‌های قدیمی بودند) حذف شده‌اند. دکمه‌ها تبدیل به لینک شده‌اند. فرم‌ها Scroll می‌خورند. و جالب اینکه که فرم‌ها دقیقا مثل Browser‌ها دارای دکمه Back و Forward (دو دکمه آبی رنگ بالا و سمت چپ) هستند. در نهایت می‌توان گفت ظاهراً برنامه‌های ویندوزی و برنامه‌های تحت وب میخواهند در یک نقطه به هم برسند (WPF) و شاید در آینده دیگر برنامه تحت وب و برنامه تحت ویندوز اصلا معنی نداشته و همه یک چیز باشند.
از دیگر قابلیت‌های Visual Studio ۲۰۰۸ می‌توان بهWCF اشاره نمود که مجموعه‌ای از تکنولوژی‌های.NET برای ساخت و اجرای سیستم‌های متصل به هم می‌باشد. WCF نسل جدیدی از معماری سرویس وب بر پایه ارتبا طات می‌باشد. WCF از سرویس‌های پیشرفته وب با فراهم نمودن امنیت، قابلیت اطمینان و قابلیت تبادل پیغام همراه با قابلیت همکاری (بین بخش‌های مختلف یک ارگان) پشتیبانی می‌کند.
مدل برنامه‌نویسی سرویس گرای WCF بر پایه Microsoft.NET Framework ساخته می‌شود و به آسانی قابلیت توسعه سیستم‌های مرتبط را می‌دهد. 
از دیگر قابلیت‌های Visual Studio ۲۰۰۸ می‌توان به WF اشاره نمود که مدل، اسباب و ابزارهای برنامه‌نویسی را برای سرعت بخشیدن به جریان کار یک برنامه کاربردی تحت ویندوز را فراهم می‌کند.
WF عبارت از یک فضای نام در.NET Framework version ۳٫۰، یک 
in-process workflow engine و designers برای Visual Studio ۲۰۰۵ می‌باشد. 
WF برای هر دو نسخه client و server ویندوز در دسترس می‌باشد. 
WF شامل پشتیبانی از هر دو گردش کار سیستمی و انسانی است در میان دامنه وسیعی سناریوهایی مانند : 
workflow within line of business applications, user interface page-flow, document-centric workflow, human workflow, composite workflow for service oriented applications, business rule driven workflow and workflow for systems management می‌باشد.
با استفاده از ویژوال استودیو ۲۰۰۸ ابزارهای متنوعی در اختیار برنامه‌نویسان قرار می‌گیرد که می‌توان با استفاده از آن ابزارها، برنامه‌های تحت وب و ویندوز را به راحتی تولید کرد. یکی از ابزارهای مفید که در این نسخه معرفی شده‌است VSTO یا Visual Studio Tools for Office است که در ویرایش حرفه‌ای این نسخه وجود دارد. با استفاده از VSTO می‌توان برنامه‌های آفیس ۲۰۰۷، مانند Outlook یا owerPoint را شخصی‌سازی کرد.
یکی دیگر از قابلیت‌های ویژوال استودیو ۲۰۰۸ امکان انتخاب فریم‌ورک‌های مختلف است.
در نسخه‌های قبلی، تنها امکان استفاده از یک فریم ورک وجود داشت، ولی همان‌طور که در شکل مشاهده می‌کنید، در این نسخه می‌توانید فریم‌ورک‌های مختلف را انتخاب کنید.
این بدین معناست که شما می‌توانید به راحتی برنامه‌های فعلی خود را که برپایه NET ۲٫۰. بوده و در حال حاضر در محیط Visual Studio ۲۰۰۵ به توسعه آن می‌پردازید بدون هیچ تغییری در محیط Visual Studio ۲۰۰۸ آن را پیاده کرده و از مزایا IDE و کامپایلر جدید آن بهره مند شوید و پروژه یا برنامه خود را همچنان بر پایه NET ۲٫۰. اما در محیطی پیشرفته تر توسعه دهید.
در ویژوال استودیو ۲۰۰۸ امکان دیدن Split view وجود دارد که به برنامه‌نویسان اجازه می‌دهد سورس‌کدهای HTML را به همراه طرح صفحه (Design view) هم‌زمان مشاهده کنند (کاربرانی که با نرم‌افزارهایی مانند Front Page یا Dream Viewer کار کرده باشند با Split view آشنایی دارند.)
همچنین در این نسخه از ویژوال استودیو ابزار جدیدی در IDE به نام Manage Styles وجود دارد که تمام StyleهایCSS در یک صفحه را مدیریت می‌کند.
یکی دیگر از امکاناتی که برای برنامه‌نویسان، بسیار مفید است پشتیبانی این نسخه، از Using Statementها در #C است، با استفاده از این قابلیت می‌توانیم چند Using Statement را انتخاب کرده و با راست کلیک کردن، می‌توانیم این Statementها را مرتب و Using Statementهایی را که در برنامه استفاده نشده‌اند، حذف کنیم.
از دیگر امکانات جدیدی که می‌توان در این نسخه از ویژوال استودیو مشاهده کرد، امکان تولید برنامه‌های تحت وب جذاب با استفاده از فناوری Ajax و ASP.NET است. با دو کلیک روی کنترل HTML مانند Button، یک Click Event به صورت خودکار تولید می‌شود و همزمان، یک Skelton از Function 
جاو ا اسکریپت نیز تولید می‌شود.
Orcas هم‌اکنون در ویرایش‌های مختلف Professional، Team Suite و Express Edition (که شامل برنامه‌های نصب جداگانه # C++/CLI، VB.NET، C و Visual Web Developer می‌باشد)، ارائه شده و علاقه مندان می‌توانند آن را از وب‌گاه مایکروسافت دریافت کنند.
نمای Designer مربوط به VS ۲۰۰۸ بسیار بهبود یافته و امکانات جدیدی به آن اضافه شده‌است. خصوصیات Intellisense و JavaScript Debugging نیز بهبود بسیاری یافته‌اند.
VS ۲۰۰۸ هم به صورت in-line و هم به صورت یک فایل خارجی (با پسوند js) از جاوا اسکریپت با IntelliSense حمایت می‌کند.
اسکات گاتری از مدیران مایکروسافت می‌گوید : 
"ما برای Visual Studio ۲۰۰۸ چند Update Patch در نظر گرفته‌ایم که به موقع ارائه خواهیم کرد. به عنوان مثال به هنگام ارائه نسخه نهایی SQL Server ۲۰۰۸ یک patch برای سازگاری آن با Visual Studio ۲۰۰۸ ارائه خواهیم کرد که هم اکنون در دست تهیه می‌باشد. "
در نهایت مایکروسافت به این موضوع اشاره نموده‌است که : 
Visual Studio و.Net Framewok با هم توانسته‌اند نیاز به کدنویسی زیاد را کاهش دهد و همچنین با کاهش زمان توسعه نرم‌افزار به توسعه دهندگان این فرصت را داده تا بر روی حل مشکلات موجود در business متمرکز شوند. 
هنوز نسخه اصلی Visual Studio ۲۰۰۸ وارد بازار نشده‌است که مایکروسافت Codename نسخه بعدی آن را Rosario اعلام نموده و ادعا نموده که در این نسخه بطور فزایند ه‌ای مباحث مهندسی نرم‌افزار برای توسعه دهندگان گنجانده شده‌است. برای کسب اطلاعات بیشتر به سایت مایکروسافت مراجعه نمایید.

## منبع
ترجمه شده از صفحه Visual Studio سایت Wikipedia انگلیسی
و سایت مایکروسافت
lkajsdlkgjslc'bja\c'bL:Sjcb\aojb\l;bj\:LBJ\L:CBJ|C:LBJ|c\jb\sbl;\,cbnK:|

## سایر نسخه‌ها
ویژوال استادیو
Visual Studio .Net 2002
Visual Studio .Net 2003
مایکروسافت ویژوال استودیو